# Gilberts potoroe
Gilberts potoroe (Potorous gilbertii) is een zoogdier uit de familie van de kangoeroeratten (Potoroidae). De wetenschappelijke naam van de soort werd voor het eerst geldig gepubliceerd door John Gould in 1841.

## Kenmerken

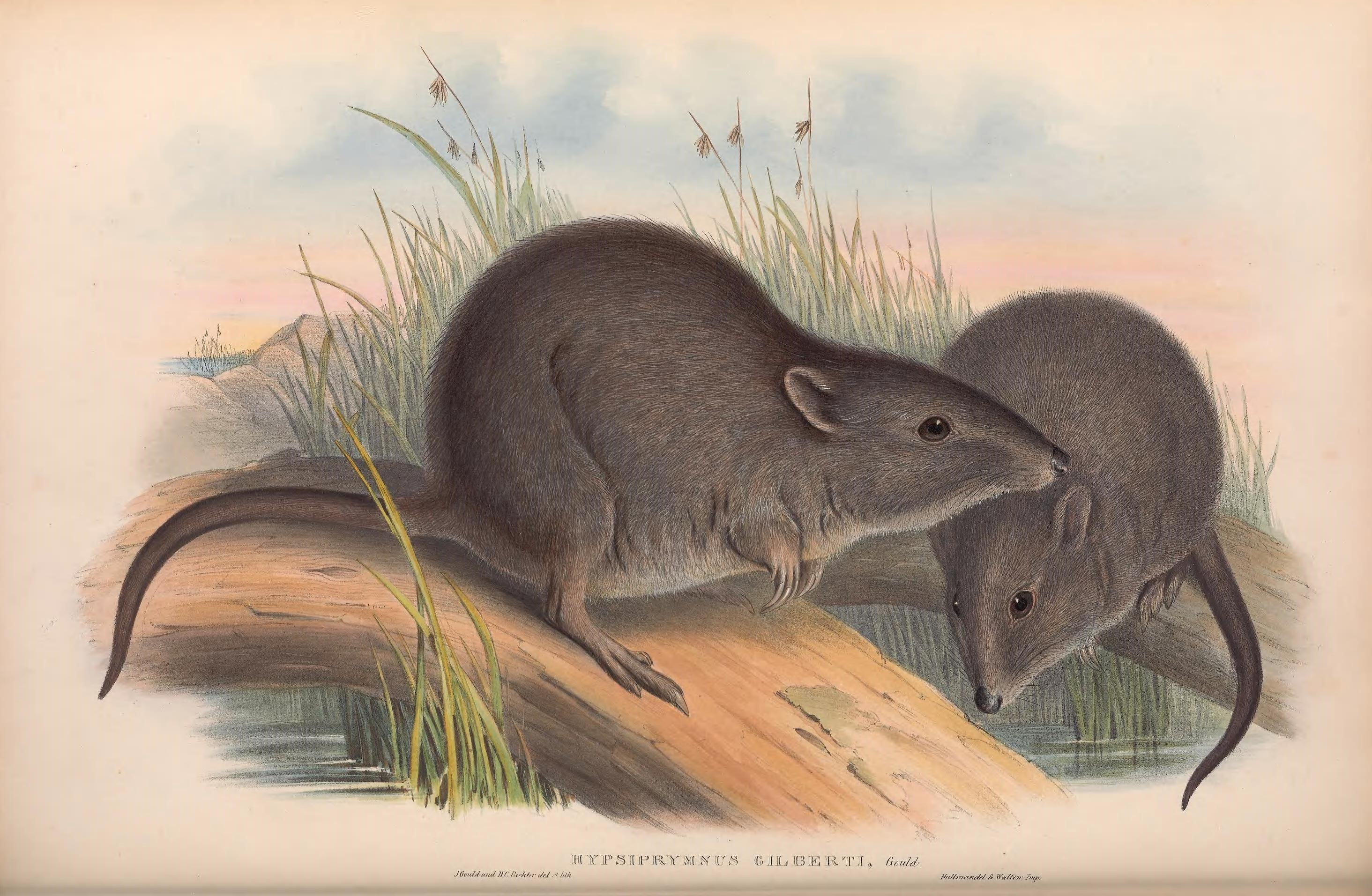
Illustratie door Richter in Gould's Mammals of Australia (1863)

Deze soort lijkt op de Zuidoost-Australische langneuspotoroe (P. tridactylus) en wordt daar soms als een ondersoort toe gerekend, maar is kleiner, heeft een meer roodachtige vacht en eet voornamelijk schimmels. De kop-romplengte bedraagt 270 tot 290 mm, de staartlengte 215 tot 230 mm, de achtervoetlengte 65 tot 70 mm en het gewicht 785 tot 965 g.

## Verspreiding
Deze soort komt voor in Two Peoples Bay Nature Reserve bij Albany in het zuidwesten van West-Australië. Nadat hij meer dan honderd jaar als uitgestorven was beschouwd werd de soort daar in 1994 herontdekt. Vroeger kwam hij ook meer naar het westen voor.